# Giovanni Battista Bassano
Pour les articles homonymes, voir Bassano.
Giovanni Battista da Ponte dit Giovanni Battista Bassano (Bassano del Grappa, 4 mars 1553 - mort dans la même ville le 9 mars 1613) est un peintre italien maniériste de la seconde moitié du XVIIe et du début du XVIIIe siècle, se rattachant à l'école vénitienne.

## Biographie
Giovanni Battista Bassano appartient à la famille de peintres Bassano. Il est le second fils de Jacopo Bassano. Un grand nombre de ses œuvres sont copiées sur celles de son père et par conséquent attribuées à celui-ci.

## Crédit d'auteurs
- (en) Cet article est partiellement ou en totalité issu de l’article de Wikipédia en anglais intitulé « Giovanni Battista da Ponte » (voir la liste des auteurs).